# 穆瓦当
穆瓦当（法語：Moydans）是法国上阿尔卑斯省的一个市镇，位于该省西部，属于加普区。该市镇的总面积为10.51平方公里，2009年时的人口为44人。

## 人口
穆瓦当人口变化图示
| 数据来源：INSEE |